# توباز (فلم 1969)
توباز (بالإنجليزية: Topaz) هو فيلم جريمة، وإثارة سياسية، وفيلم مقتبس من عمل أدبي ‏
أُصدر في 1969. الفيلم من إنتاج يونيفرسال بيكشرز، ومن توزيع يونيفرسال بيكشرز، وقد أخرجه ألفريد هتشكوك، وكَتَب السيناريو ألبرت تايلور (كاتب سيناريو)، وليون يورس. الفيلم مقتبسٌ من توباز من تأليف ليون يورس.

## القصة
تقع أحداث الفيلم في الدنمارك.

## طاقم التمثيل
- فريدريك ستافورد
- Tina Hedström [الإنجليزية]‏
- ميشال سيبور  [لغات أخرى]‏
- تشي جيفارا
- فيدل كاسترو
- روبرتو كونتريرز
- Carlos Rivas (actor) [الإنجليزية]‏
- John van Dreelen [الإنجليزية]‏
- ألفريد هتشكوك
- Sonja Kolthoff  [لغات أخرى]‏
- بين رايت
- آن دوران
- كارلوس ريفاس
- كارين الدر
- جون فيرنون
- داني روبن
- ساندور سابو (مبارز بالسيف)
- ميشيل بيكولي
- كلود جاد
- فيليب نويريه
- جون فورسيذي
- روسكو لي براون
- غريغوري غاي

## الإنتاج

### الموسيقى
موسيقى الفيلم التصويرية من تلحين موريس جار.

## الاستقبال

### الجوائز والترشيحات
الجوائز
الترشيحات

## الميزانية والإيرادات
بلغت ميزانيّة الفيلم 4,000,000 $.

## وصلات خارجية
- مقالات تستعمل روابط فنية بلا صلة مع ويكي بيانات